# Roy Eefting
Roy Eefting (Harderwijk, 4 de setembro de 1989) é um desportista neerlandês que compete no ciclismo nas modalidades de pista e rota.
Ganhou duas medalhas no Campeonato Mundial de Ciclismo em Pista, prata em 2019 e bronze em 2020, e uma medalha de bronze no Campeonato Europeu de Ciclismo em Pista de 2013.

## Medalheiro internacional
| Campeonato Mundial | Campeonato Mundial         | Campeonato Mundial | Campeonato Mundial      |
| Ano                | Lugar                      | Medalha            | Competição              |
| ------------------ | -------------------------- | ------------------ | ----------------------- |
| 2019               | Pruszków ( Polónia)        | Medalha de prata   | Scratch                 |
| 2020               | Berlim ( Alemanha)         | Medalha de bronze  | Pontuação               |
| Campeonato Europeu |                            |                    |                         |
| Ano                | Lugar                      | Medalha            | Competição              |
| 2013               | Apeldoorn ( Países Baixos) | Medalha de bronze  | Perseguição por equipas |

## Palmarés
- 2018
  - 1 etapa do Tour de Quanzhou Bay[2]

- 2019
  - 2 etapa da Volta ao Lago Qinghai[3][4]
  - 1 etapa do Tour de Xingtái[5]